# Johan August Hazelius
Johan August Hazelius (født 18. april 1797 i Stockholm, død 28. april 1871 sammesteds) var en svensk militær, far til Artur Hazelius. 
Hazelius blev officer 1814, gennemgik graderne og var 1856 avanceret til oberst og chef for det topografiske Korps; 1862 blev han Generalmajor. For den svenske officersuddannelse havde Hazelius en banebrydende betydning og udøvede også som lærer og forfatter en stor indflydelse på dette område. 1830—57 var H. Lærer ved
den højere Artilleriskole paa Marieberg,
1831—56 havde han i Sthlm sin egen Officersskole.
Han forfattede selv alle Lærebøger til denne.
1844—50 var H. Adjutant hos Kong Oskar I,
men nedlagde dette Embede som uforeneligt
med hans publicistiske Virksomhed og begyndte
Decbr 1851 at udgive »Svenska tidningen«, et
Presseorgan, som, i sin Hovedretning
konservativt, dog i fl. Henseender hyldede liberale
Tendenser; det ophørte at udkomme 1859. 1868
blev han Medlem af Rigsdagens første Kammer. 
Hazelius var en meget flittig forfatter og har
foruden flere militære lærebøger blandt andet udgivet: Om stående härar och folkbeväpning (1836),
Kriget mellan Tyskland och Frankrike (1870). Hazelius
bidrog i høj grad i skrift og tale til hele det
svenske skolevæsens reformering. Fra 1862 var
han formand for den højt ansete Nya elementarskolans styrelse.